# Académie de la Carpette anglaise
Die Académie de la Carpette anglaise (deutsch etwa Akademie der englischen Kriecher) ist ein Negativpreis, der in Frankreich seit 1999 jährlich verliehen wird. Er zeichnet jeweils ein Mitglied der politischen oder gesellschaftlichen französischen Elite aus, das ein Vordringen des Englischen in Frankreich und in den europäischen Einrichtungen auf Kosten der französischen Sprache fördert.
Der Preis ähnelt dem deutschen Sprachpanscher des Jahres.

## Preisträger
Folgende Personen bzw. Institutionen erhielten den Preis:
- 1999: Louis Schweitzer, Vorstandsvorsitzender von Renault, für die Festlegung auf amerikanisches Englisch für alle Berichte für Vorstandssitzungen seines Unternehmens
- 2000: Alain Richard, französischer Verteidigungsminister, dafür, dass er die französischen Soldaten verpflichtete, im Eurokorps Englisch zu sprechen, obwohl an diesem Verband kein englischsprachiges Land teilnimmt.
- 2001: Jean-Marie Messier, Vorstandsvorsitzender von Vivendi Universal, für die systematische Bevorzugung des Englischen als Kommunikationssprache in seinen Unternehmen
- 2002: Jean-Marie Colombani, Direktor der Zeitung Le Monde, die ohne ein Arrangement der Gegenseitigkeit und ohne Berücksichtigung anderer Sprachen eine wöchentliche Beilage mit englischsprachigen Artikeln aus der New York Times veröffentlicht.
- 2003: Die HEC-Gruppe, deren Direktor Bernard Ramanantsoa im Dezember 2002 erklärte: „Zu behaupten, das Französische sei eine Sprache der internationalen Verständigung wie das Englische, bewirkt heute eher ein Lächeln.“
- 2004: Claude Thélot, Vorsitzender der Nationalen Kommission zur Diskussion über die Zukunft der Schule, für seine Einschätzung, „das Englische der internationalen Verständigung“ sei ein grundlegendes Unterrichtsfach und ebenso wichtig wie Französisch. Außerdem empfahl er, dazu amerikanische Sendungen in der Originalfassung in französischen Fernsehkanälen zu zeigen.
- 2005: France Télécom, Telekommunikationsanbieter, für die Einführung von Diensten und Produkten mit englischen Bezeichnungen („Business Talk, Live-Zoom, Family Talk …“)
- 2006: Der französische Verfassungsrat (conseil constitutionnel) für seine „vielfachen Verfehlungen des Artikels 2 der Verfassung, der festlegt, dass Französisch die Sprache der Französischen Republik ist“, und dafür, „das Protokoll von London für verfassungskonform erklärt zu haben, das englischen und deutschen Texten ermöglicht, rechtliche Auswirkungen in Frankreich zu entfalten“.
- 2007: Christine Lagarde, französische Wirtschaftsministerin, dafür, dass sie mit ihrem Stab manches Mal auf Englisch kommuniziere – die Zeitschrift Le Canard enchaîné berichtete, Lagarde hätte aus diesem Grund bereits den Spitznamen Christine The Guard.
- 2008: Valérie Pécresse, französische Bildungs- und Forschungsministerin, für ihren Ausspruch, die französische Sprache sei im Niedergang begriffen und man müsse das Tabu des Englischen in den europäischen Institutionen und in den französischen Universitäten durch einen verpflichtenden Intensivunterricht dieser Sprache brechen.
- 2009: Richard Descoings, Direktor der Sciences Po in Paris, weil er für bestimmte Studiengänge ausschließlich englischsprachige Veranstaltungen einführen wollte. Außerdem korrespondierte er mit dem Französischen Gymnasium in Madrid auf Englisch.
- 2010: Martine Aubry, Parteivorsitzende der Parti socialiste (und ihre Kommunikationsberater), für ihre wiederholte Verwendung englischer Werbeslogans wie care oder What would Jaurès do?
- 2011: Jean-François Copé, Generalsekretär der UMP, für seine Forderung zur Verwendung des Englischen in der Schule und im Fernsehen.
- 2012: Frédéric Cuvillier, Beigeordneter Minister für Verkehr und maritime Wirtschaft, weil er erklärte, Englisch solle im Bereich des Verkehrs die offizielle Sprache werden.
- 2013: Geneviève Fioraso, Ministerin für Hochschulbildung und Forschung, weil sie das Unterrichten auf Englisch an französischen Universitäten erlaubte.
- 2014: Pierre Moscovici, Wirtschafts- und Währungskommissar der EU, für einen komplett in Englisch geschriebenen Brief an seinen französischen Landsmann Michel Sapin.
- 2015: Alexandre de Juniac, Vorstandsvorsitzender von Air France-KLM, für den Ersatz der Werbekampagne Faire du ciel le plus bel endroit de la terre durch die englische Kampagne Air France, France is in the air.
- 2016: Anne-Florence Schmitt, Chefredakteurin von Madame Figaro, für den ständigen Gebrauch von Anglizismen und Junk-Englisch in dem Magazin, das ein großes weibliches Publikum anspricht.
- 2017: Anne Hidalgo, Bürgermeisterin von Paris, für die vorrangige Nutzung von Englisch als Kommunikationssprache der Stadt Paris für Touristen und ausländische Studenten.
- 2018: Olivier Schrameck, Präsident des Conseil supérieur de l’audiovisuel („Hoher Rat für audiovisuelle Medien“, CSA), für die Weigerung, die ihm übertragenen Befugnisse in Bezug auf die Wahrung der französischen Sprache in den Radio- und Fernsehkanälen auszuüben.
- 2019: La Banque postale – die französische Postbank erhielt die Auszeichnung dafür, dass sie ihre Internetbank als Ma French Bank bezeichnete und auch die Werbekampagne für das mobile Banking mit englischen Wörtern spickte.[3]
- 2021: Gérald Darmanin, Innenminister unter Präsident Macron, für die geplante Einführung eines Ausweises (carte d’identité), der nur auf Englisch beschriftet sein soll.[4]
- 2022: Emmanuel Macron, Staatspräsident, für seine zahlreichen Verstöße gegen die Verfassung, deren Artikel 2 vorsieht, dass „Französisch die Sprache der Republik Frankreich ist“.

## Träger des besonderen Preises der Jury für Ausländer
Die Liste der Preisträger des besonderen Preises der Jury für Ausländer ist:
- 2001: der dänische Kinderspielzeughersteller Lego, dafür, dass er seine Produkte in Frankreich mit englischen Ausdrücken wie Explore being me, Explore together, Explore logic und Explore imagination vertrieb.[5]
- 2002: Romano Prodi, Präsident der Europäischen Kommission, dafür, dass er die englische Lebensmitteletikettierung vorantrieb und die Verhandlungen zur EU-Erweiterung ausschließlich in Englisch führte.[5]
- 2003: Pascal Lamy, EU-Kommissar, für seine systematische Verwendung des Englischen entgegen den Gemeinschaftsregeln.[5]
- 2004: Jean-Claude Trichet, Präsident der Europäischen Zentralbank, für seine Vorstellung vor dem Europaparlament in englischer Sprache und seine anlässlich seines Amtsantritts getätigte Aussage „I am not a Frenchman“.[5]
- 2005: Josep Borrell, Präsident des Europaparlaments, für seine Bevorzugung des Englischen beim Treffen einer Parlamentariergruppe aus Europa und aus den Mittelmeeranrainerstaaten in Rabat (Marokko) sowie die nicht erfolgte Übersetzung der Arbeitsdokumente.[5]
- 2006: Ernest-Antoine Seillière, Unternehmer und früherer Präsident von MEDEF und Businesseurope, für sein im März 2006 beim Europäischen Rat in Brüssel abgehaltenes Treffen in englischer Sprache.[5]
- 2007: die Genfer Polizei für eine United Police of Geneva überschriebene Veröffentlichung
- 2008: Eurostat, die seit April 2008 ihre Publikation Statistiques en bref nur noch auf Englisch herausgab, und nicht wie früher auch auf Französisch und Deutsch.[6]
- 2009: Jean-Louis Borloo, Minister für Umwelt und erneuerbare Energien, für seine Unterzeichnung eines ausschließlich auf Englisch gehaltenen Vertrages der Internationale Organisation für erneuerbare Energien (IRENA). Zur Begründung führte der Minister an, dass die Vertragsunterzeichnung sehr dringend gewesen sei. Allerdings hatten zum Zeitpunkt seiner Unterschrift weitere fünf Vertragsparteien den Vertrag ebenfalls noch nicht unterzeichnet.[7]
- 2010: Paul Kagame, Präsident der Republik Ruanda, weil er seinem Land den Übergang vom Französischen zum Englischen als Amtssprache verordnete und die Francophonie (OIF) zugunsten des Commonwealth verließ
- 2011: Ryanair, weil es Zertifikate in englischer Sprache für Schwangere verlangte (in Spanien).
- 2012: AFII (Französische Agentur für internationale Investitionen) und INPI (Nationales Institut für gewerbliches Eigentum) für ihre Werbung Say oui to France, say oui to Innovation.
- 2013: Tom Enders, Chief Executive Officer (CEO) von EADS. Unter anderem kündigte er in Frankreich dem Personal, d. h. den deutschen, französischen und spanischen Arbeitnehmern der Abteilung „Verteidigung und Raumfahrt“, einen umfangreichen drastischen Entlassungsplan nur in englischer Sprache an.
- 2014: Paula Ovaska-Romano, Direktorin der Abteilung für Sprachen und stellvertretende Direktorin der Abteilung Übersetzung der Europäischen Kommission, weil sie ein Mitglied des Verbandes, das sie in italienischer Sprache anrief, heftig in englischer Sprache kritisierte, das Italienische sei eine exotische Sprache.
- 2015: Luc Besson, Regisseur von hauptsächlich englischsprachigen Filmen, weil er eine Änderung der Steuerbestimmungen der Filmwirtschaft zugunsten von Filmen in englischer Sprache unterstützte; Filme, die in Frankreich in englischer Sprache gedreht wurden, können steuerlich als „französisch“ erklärt werden und von Beihilfen profitieren.
- 2016: École normale supérieure (Paris), die Lehrprogramme ausschließlich auf Englisch entwickelt, indem sie behauptet, eine internationale Schule müsse dies tun.
- 2017: Donald Tusk, Präsident des Europäischen Rates, der sich vorrangig auf Englisch ausdrückt und dabei insbesondere das Französische aus seiner Kommunikation ausnimmt.
- 2018: Doug Ford, Premierminister der kanadischen Provinz Ontario, für seine Ankündigung, dass das Projekt einer französischsprachigen Universität in Toronto eingestellt werde, obwohl der Bilingualismus in Ontario in Gegenden mit höherem Anteil an Franko-Ontariern festgelegt ist.[8]
- 2019: Ursula von der Leyen, Präsidentin der Europäischen Kommission, für den Versuch, ein ausschließlich englisches Beschlussfassungsverfahren in der EU einzurichten.
- 2021: Ursula von der Leyen, Präsidentin der Europäischen Kommission, für die nur von ihr getroffene Entscheidung, Englisch zur alleinigen Arbeitssprache der Kommission zu machen.